# Камыскала
Камыскала (каз. Қамысқала, до 199? года — Рыбачье) — село в Алакольском районе Жетысуской области Казахстана. Административный центр Камыскалинского сельского округа. Код КАТО — 193463100.

## Население
В 1999 году население села составляло 1733 человека (887 мужчин и 846 женщин). По данным переписи 2009 года, в селе проживало 878 человек (443 мужчины и 435 женщин).